# Hãn quốc Khiva
Hãn quốc Khiva (tiếng Uzbek: Xiva xonligi, tiếng Turkmen: Hywa hanlygy) là một quốc gia vùng Trung Á đã tồn tại trong lịch sử của Khwarezm ở vùng Trung Á từ 1511–1920, ngoại trừ một thời gian bị Nader Shah thuộc triều đại Afsharid chiếm đóng từ năm 1740 đến 1746. Thủ phủ đặt tại Khiva (nay là thành phố Khiva của Uzbekistan).
Lãnh thổ của Hãn quốc Khiva bao gồm phần lớn Turkmenistan, miền tây Uzbekistan và tây nam Kazakhstan trước khi bị Nga chinh phạt vào nửa sau thế kỷ XIV. Năm 1873, lãnh thổ hãn quốc Khiva bị thu hẹp đáng kể do sự chinh phạt của Nga và trở thành một quốc gia bảo hộ của Nga. Sau Cách mạng Nga (1917), Khiva cũng xuất hiện một cuộc cách mạng và vào năm 1920, Hãn quốc Khiva sụp đổ và bị thay thế bằng một chính quyền Xô viết là Cộng hòa Xô viết Nhân dân Khorezm. Năm 1924, Cộng hòa Xô viết Nhân dân Khorezm nhập vào Liên Xô và trở thành một phần lãnh thổ của quốc gia này. 

## Lịch sử

### Sau Thế kỷ XV
Sau khi thủ đô được chuyển đến Khiva. Khwarazm được gọi là Hãn quốc Khiva (mặc dù họ tự gọi mình là Khwarazm). Tên gọi Khiva được nhiều nhà sử học Nga sử dụng với mục đích tôn vinh thủ đô Khiva của quốc gia này. Vào khoảng năm 1600, sông Amu Darya khô cạn dẫn đến thủ đô được dời về phía Nam từ Kunya-Urgench đến Khiva. Lãnh thổ Hãn quốc kiểm soát phần lớn lãnh thổ Turkmenistan. Dân cư phần lớn làm nông nghiệp dọc theo bờ sông, các dân tộc Turk thường là những người du mục (hoặc bán du mục) xa con sông. Dân định cư bao gồm những quý tộc va nông dân gắn bó với đất đai. Có rất nhiều nô lệ Ba Tư bị bắt bởi những Người Turkmen và những nô lệ Nga. Trước và trong thời kỳ này, nhiều khu vực dân cư đối mặt với sự xâm nhập của người Uzbek ở phía bắc với tiếng Thổ Nhĩ Kỳ của họ đã phát triển ngôn ngữ Uzbekistan ngày nay trong khi ngôn ngữ Khwarezmia gốc Iran đang dần biến mất. Các sắc tộc Turk thường đóng thuế cho Khan và chiếm phần lớn trong quân đội nhưng thường xuyên nổi dậy chống lại. Trung tâm của Hãn quốc được bao bọc bởi bán sa mạc nên cách tiếp cận quân sự gần nhất đó là dòng sông Amu Darya, điều này dẫn đến nhiều cuộc chiến tranh với Hãn quốc Bukhara ở trên sông (1538–1840, 1593, 1655, 1656, 1662, 1684, 1689, 1694, 1806, và những nơi khác)

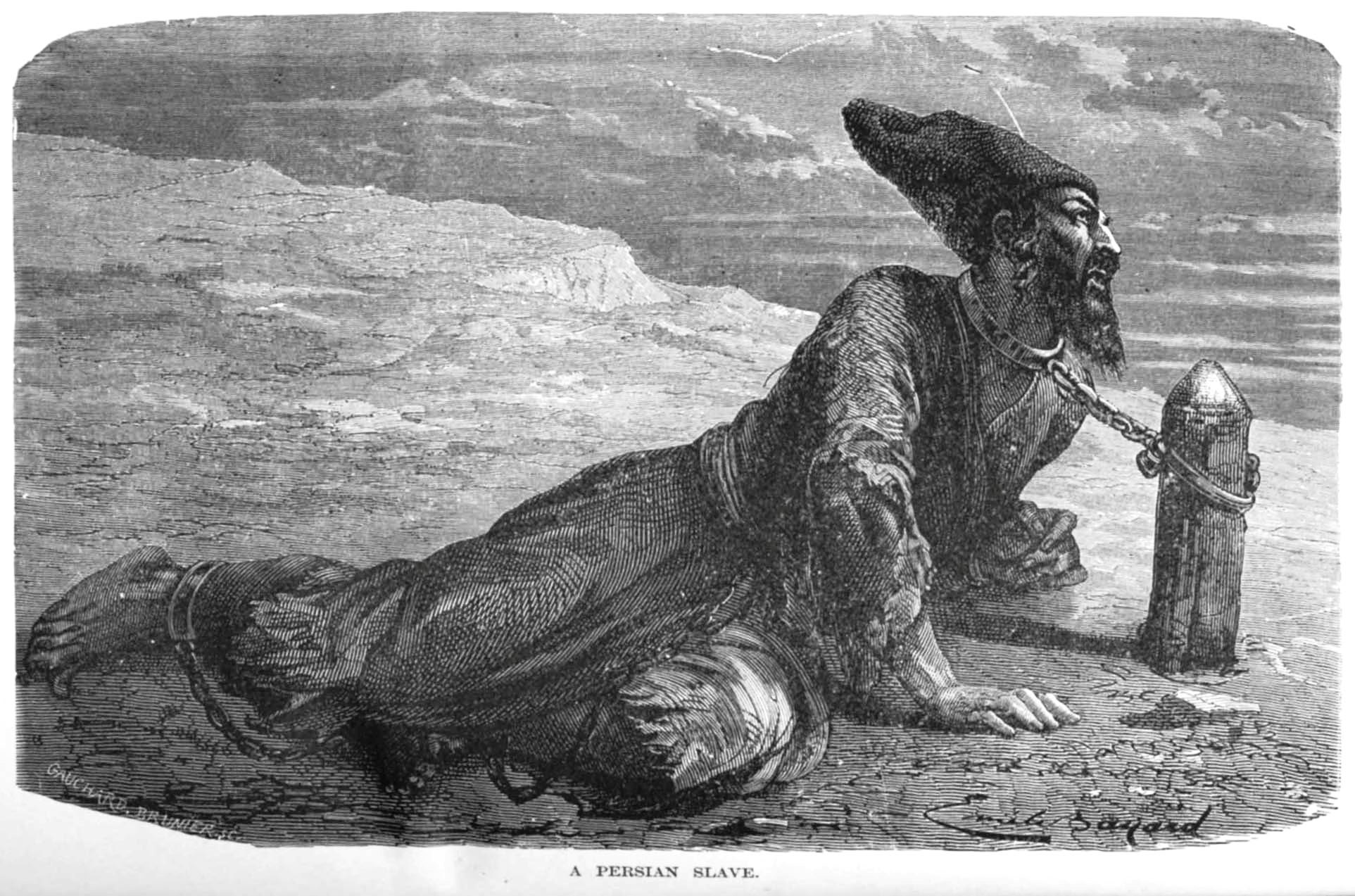
Nô lệ Ba Tư thế kỷ XIX